# Selva costanera equatorial atlàntica
La selva costanera equatorial atlàntica és una ecoregió de la zona afrotròpica, definida per WWF, que s'estén des del sud-oest de Camerun fins a l'extrem oest de la República Democràtica del Congo.
Forma, juntament amb les ecoregions de selva costanera del Cross-Sanaga i Bioko i Selva de terres baixes de São Tomé, Principe i Annobón, la regió denominada selva costanera del Congo, inclosa en la llista Global 200.

## Descripció
És una ecoregió de selva plujosa que ocupa 189.700 quilòmetres quadrats al llarg de la costa atlàntica d'Àfrica central; inclou el sud-oest de Camerun, al sud del riu Sanaga, la pràctica totalitat de riu Muni, en Guinea Equatorial, l'oest de Gabon, i es perllonga cap al sud en una estreta franja que travessa l'oest de la República del Congo, l'interior de l'enclavament de Cabinda (Angola) i l'extrem oest de la República Democràtica del Congo, al nord de les boques del Congo.
Limita al nord amb la selva costanera del Cross-Sanaga i Bioko, a l'est amb la selva de terres baixes del Congo nord-occidental, al sud i a l'est amb el mosaic de selva i sabana del Congo Occidental i a l'oest amb l'oceà Atlàntic i amb el manglar d'Àfrica Central.

## Flora i fauna
Juntament amb l'ecoregió veïna selva costanera del Cross-Sanaga i Bioko la zona posseeix al voltant del 50% de la flora endèmica d'Àfrica occidental tropical. Les zones d'especial importància per a la vida de les plantes són el Parc Nacional Monts de Cristal a Gabon i l'àrea Mayombe de les fronteres de la República del Congo, Angola i la República Democràtica del Congo.
L'àrea conté un seguit de mamífers forestals endèmics incloent el cercopitec del Gabon, la musaranya del Gabon, el ratpenat de xarretera de Sanborn, i ratolí fumat africà així com l'elefant de bosc i els goril·les, ximpanzés i altres primats abans esmentats. Els boscos són també rics en aus. Els rèptils endèmics són la granota de la nit d'Apouh (Astylosternus schioetzi), Hemisus perreti, la granota nana unglada de Gabon (Hymenochirus feae), la granota del riu Ogowe (Phrynobatrachus ogoensis), i la granota unglada d'André.

## Estat de conservació
Vulnerable. Molts dels animals que hi viuen, inclosos els primats, estan en perill per la caça de carn o trofeu mentre que els elefants són caçats furtivament per carn i per al comerç del vori. La desforestació és una amenaça contínua al Camerun, el Gabon, la República del Congo i en particular a Guinea Equatorial. No obstant això encara romanen extenses àrees de bosc i la fauna és especialment rica encara en les zones del sud de Guinea Equatorial i Gabon, que ha designat àrees grans com a parc nacional, incloent Parc Nacional de Loango en aquesta ecoregió.

## Zones urbanes i assentaments
Aquesta és una regió escassament poblada. La regió del Sud (Camerun) és molt boscosa i conté la localitat costanera de Kribi i el Parc Nacional Campo Ma'an. Tota Guinea Equatorial continental (Riu Muni és en aquesta regió que inclou el port de Bata. A Gabon, així com campaments fusters, els boscos estan habitats per petits grups d'agricultors i pescadors inclosos els habitants dels boscos tradicionals com els bakola i bagyeli. Les ciutats de Gabon entre els boscos costaners són Lambaréné, seu de l'hospital Albert Schweitzer, la base fustera de Ndjole, la base Fougamou per visitar el Parc Nacional Waka i Gamba, centre petrolier i també de partida per visitar el Parc Nacional de Loango.